# Enabling Grids for E-sciencE
Az Enabling Grids for E-sciencE (EGEE) az Európai Bizottság által az Európai Bizottság 6. Keret Programjának keretein belül, a Directorate-General for Information Society and Media részlegének F Főigazgatóságon keresztül (Kiemelkedő technológiák és infrastruktúrák) támogatott projekt. 27 európai ország több mint 70 intézménye vesz részt benne, s céljuk, hogy sok tudományágat kiszolgáló közös Grid infrastruktúrát építsenek az európai kutatók számára. A projekt az elmúlt időszak fejlesztéseire, s régebbi tesztrendszerekre épül, például az EU Datagrid projektjében használtra. Fő céljai:
1. Biztonságos, megbízható és robusztus Grid infrastruktúra létrehozása
2. A jelenlegi köztesréteg átdolgozása (gLite), hogy különböző tudományágak különböző kutatásait egyaránt támogassa
3. Sokrétű és széles kutatói és ipari közösséget vonzzon, és vegyen rá a csatlakozásra. A felhasználók számára kiterjedt technikai és oktatási támogatást biztosítson

## Háttér-információk
Az EGEE projekt 2004 márciusában indult Enabling Grids for E-science in Europe néven, de hamarosan nevet váltott, miután egyesült államokbeli és ázsiai partnerek is csatlakoztak hozzá.
A projekt a már létező LHC Computing Grid (LCG) projekt erőforrásait használva indult el. AZ LCG célja a CERN-ben, Genfben található részecskegyorsító, a nagy hadronütköztető-gyűrű (LHC) által szolgáltatott adatok feldolgozása. Ez a projekt világszerte összeköti a nagy energiájú részecskefizika kutatások számítási erőforrásait, s előreláthatóan évente 15 petabyte-nyi adatot kell majd feldolgoznia. Az EGEE ezen infrastruktúrát használva indult el, s a világ minden részéről egyre több és több erőforrást hozzákapcsolva, és különböző felhasználói közösségeket csatlakozásra csábítva fejlődik.

## Köztesréteg
Az EGEE az LCG-2 köztesrétegét használva indult, melyet az LCG projekt biztosított számára (de önmagában az EU Datagrid projektjének köztesrétegén alapszik). Ezzel párhuzamosan kifejlesztették a gLite köztesréteget, mely különböző forrásokból származó komponensek átdolgozásával állt össze, és immár az alap Grid szolgáltatások széles skáláját biztosítja. 2006 februárjában a gLite elérte az 1.5-ös verziószámot, s körülbelül 220 csomagot tartalmaz 34 modulra bontva. A gLite köztesrétegét az EGEE-n kívül is használják, például az Európai Bizottság által szintén támogatott DILIGENT projektben. A francia űrügynökség szintén tervezi a gLite bevezetését.

## Infrastruktúra
Az EGEE több mint 180 helyen működik, kutatóközpontok, egyetemek, vállalatok és más szervezetek közösen vesznek részt az infrastruktúra működtetésében. Európában, Amerikában és Ázsiában egyaránt találhatók telephelyek, melyek erőforrásokat biztosítanak a rendszer számára. Ez nagyságrendileg 20000 CPU számítási kapacitásának felel meg, amely valószínűleg erősen növekedni fog, mivel az LCG számára szükséges feldolgozási szükségletet is fedezni kell, valamint már alkalmazási tartományok is megnövekedett számítási igénnyel számolhatnak, s így szükségszerű új gépek rendszerbe állítása a 2006-2007-es években.
Az infrastruktúra sokféle hardveren fut, azonban jelenleg minden számítógép a „tudományos” Linux CERN-féle verzióját futtatja.

## Alkalmazások
Az EGEE projekt kezdetben két jól meghatározott területre, a részecskefizika és az élettan kutatási területére koncentrált, mivel ezek a kutatói közösségek már használták a Grid technológiát, és készen álltak az alkalmazások telepítésére, futtatására. Később 4 új területet bevonását javasolták, az űrkutatást (Planck-projekt), gyógyszerkutatást (maláriaellenes gyógyszer kifejlesztése), földkutatás, Grace-projekt. Jelentős biológiai és orvosi alkalmazások bevezetésére is sor került.

## Jövőbeli tervek
Az EGEE projekt 2006. március 31-ével lezárul, de folytatódik a kezdeményezés az EGEE-II-ben is, melynek részleteit az Európai Bizottsággal jelenleg is folyó tárgyalások határozzák majd meg. A szándékok szerint az EGEE-II nagyobb konzorciumot fog magában foglalni, 32 ország több, mint 90 partnerével, valamint megnövelt támogatási szolgáltatással a nem európai résztvevők, alkalmazások számára. Kiemelkedő fontosságú lesz a köztesréteg fejlesztése, a külső forrásból származó komponensek nagyobb fokú integrációja, valamint a tesztelési tevékenység támogatása. Ez a projekt 2006. április elsején indul.